# Lemvig (stacja kolejowa)
Lemvig (duński: Lemvig Station) – stacja kolejowa w miejscowości Lemvig, w regionie Jutlandia Środkowa, w Danii. 
Jest stacją czołową na linii Lemvigbanen.
Stacja jest zarządzana i obsługiwana przez Midtjyske Jernbaner.

## Linie kolejowe
- Lemvigbanen